# 双葉このみ
双葉 このみ（ふたば このみ、1982年10月10日 - ）は、日本の元AV女優・元ストリッパー。

## 略歴・人物
2002年頃にデビューした。
『ベストビデオ』（三和出版）2002年3月号のインタビューでは、「初体験は12歳（小6）の時」「体験人数は300人位。高校生の頃は遊んでいたので制服はある意味ザーメンだらけだった」「プライベートで複数プレイの経験がある」などと話している。
2003年3月に新宿ニューアートでストリップデビュー（ロック座所属）。
2004年頃に引退。

## 出演作品

### アダルトビデオ
- 作品名（発売日、メーカー）…共演者 or 他出演（※備考）

撮りおろし作品
2002年
- 女子校生れず 先輩と私 38 （2月14日、U&K）…共演:内山あや
- れずセラ （3月9日、ディープス）…共演:清水しずか
- ばか （3月20日、忠実堂）
- 聖乱美少女コノミ （3月26日、タカラ映像）
- 女が独りでヌク時っ。 第8巻 （3月28日、U&K）
- 幼淫悪戯 （3月28日、グローリークエスト）
- いじめられっ娘 （3月29日、TMA）…共演:岡野美憂、倉本安奈、上戸夏
- ラブたま! （4月6日、タカラ映像）…他出演:新堂真美
- PAJAMAS de KISS ME／パジャマでキス･ミー 10 （4月10日、PKM-010、60min、オブティン・フューチャー、5000円）
- 午後の美少女 （5月10日、ブルセラベーシックス）
- 痴情な女達 第2幕 （5月11日、U&K）…オムニバス作品 他出演:逢崎ゆみ、相澤まほ
- 幼淫折檻 2 （5月11日、グローリークエスト）
- C.C.アイドル Vol.2 （5月17日、忠実堂）
- クイズ レイプショック! 不正解者は生中出し輪姦です ～淫語クイズ編～ （6月7日、ディープス）…共演:ひなこ
- TOKYOブルマ化計画 （6月15日、ネクストイレブン）…他出演:斗毬あこ、倉本安奈
- 中出しスペルマニア （6月20日、トランスコーポレーション）
- わかめ白書　（6月29日、アトラス21）
- 電波ジャック!! 情報公開FUCK （6月29日、ロイヤル・アート）…オムニバス作品 他出演:松下美海
- ソフト・オン・デマンド女子社員 ほんとにあったSEX事件簿 （7月5日、SODクリエイト）…オムニバス作品 他出演:秋吉恵里子、深田美奈子
- 恥じめてのおつかい 2 （7月18日、クリスタル映像）…共演:辻井みう
- 美少女プっちドール KONOMI 18 （7月23日、オーロラプロジェクト）
- 変態サイトでマニア君と遊ぼう! （7月25日、アイルビークリエイト）
- 女子校生つら汚し 2 （7月30日、クリスタル映像）…オムニバス作品 他出演:工藤咲・秋島りえ 他
- 少女いたずら 可愛いエッチな妖精 （7月31日、タカラ映像）
- かけだしAVごっこ VOL.6 （8月4日、ディープス）…オムニバス作品 他出演:沢口あすか、本島純子、南ゆり、桜井アヤ、河野りん
- おんなのこのおなにー 2 （8月4日、ディープス）…オムニバス作品 他出演:ひなこ、吉田みき、秋吉恵里子、小泉美智子、青山さやか、水樹ゆり、藤谷麗、駒崎愛美、日高つばさ、河野りん
- ミニミニレズっこくらぶ。 （8月16日、VIP)…共演:辻井みう、清水しずか
- ネコミミーナ2 （8月24日、メディアステーション）…共演:河合ほのか、憂木愛美
- ときめき女子校生 3 （9月5日、クリスタル映像）…オムニバス作品 他出演:織田エリカ 他
- 変態サイトでマニア君と遊ぼう! （9月13日、アイルビークリエイト）
- おにいちゃんにしてア・ゲ・ル 6 （9月19日、クリスタル映像）…オムニバス作品 他出演:春野うらら・雪野あいか・望月るあ
- つぼみ3 （9月19日、ビッグモーカル）…オムニバス作品 他出演:酒井里美、さやか梨乃、松本ちさと
- ロリータザーメン （9月20日、SODクリエイト）
- Hello ミニモニ娘 8 （9月21日、シー・ツー・コーポレーション）…オムニバス作品 他出演:雪野あいか、岬じゅん
- 恥じらい （9月27日、アトラス21）…オムニバス作品 他出演:岡野美優、樹若菜
- ADハルナの接吻バトルロワイヤル （10月5日、ナチュラルハイ）…オムニバス作品 他出演:堤さやか、沢口あすか、安西ゆみこ、杏野るり、岡野美憂、若林樹里、樹若菜、矢野涼子
- 女子校生M 第2章 私をいじめてください （10月18日、アリスJAPAN）…共演:月野かれん、清水しずか
- いもうとだいすきっ （10月18日、VIP）…オムニバス作品 他出演:楠木さやか、由月理帆 他
- ドキュメントレズ! 幼なじみ （10月20日、グローバルメディアエンタテインメント）…共演:高野あゆみ
- Sex Mix Party 2 （10月21日、h.m.p）…共演:岡野美憂、笠木忍、甘味いちご、樹若菜
- ベイビーフェイスをやっつけろ!! 2 （10月26日、KUKI）…オムニバス作品 他出演:岡野美憂、椎名るい、水樹ゆり
- ときめき 女子校生 （10月27日、メディアステーション）…オムニバス作品 他出演:内藤かなえ、一色志乃
- つぼみ 2 （11月15日、ビッグモーカル）…オムニバス作品 他出演:酒井里美、さやか梨乃、松本ちなつ
- SCHOOL SWIM WEAR 2 （11月20日、未来・フューチャー）…オムニバス作品 他出演:樹若菜、片桐真冬
- ときめき 女子校生 （11月20日、メディアステーション)…オムニバス作品 他出演:一色志乃、内藤花苗
- 先生がまたがってしてあげる （11月23日、笠倉出版社）…オムニバス作品 他出演:小柳あのん、朝河蘭
- れずセラ3 （12月6日、ディープス）…共演:うさみ恭香、矢口絵里香
- 潮吹き 女子校生 （12月15日、メディアステーション）…オムニバス作品 他出演:桜井沙耶加、内藤かなえ

2003年
- バーチャル◆トライアングル （1月23日、ワープエンタテインメント）…共演:乙川紗良
- アナル初体験 （2月1日、ワンズファクトリー）
- れずセラ 4 （3月6日、ディープス）…共演:はらだはるな、矢田涼子
- Double! 4　日向あみ&双葉このみ （4月25日、桃太郎映像出版）…共演:日向あみ
- あぶないシリーズ 50 女子校生 このみ（5月12日、U&K）
- ロリロリ 制服美少女（5月18日、メディアボス）
- IDOL LES　樹若菜・双葉このみ （5月21日、ジャネス）…共演:樹若菜
- 糞女優 （7月5日、ナチュラルハイ）…共演:由月理帆
- 8人の眠り姫たち 前編 （8月3日、アイエナジー）…共演:川浜なつみ、矢田あき、樹若菜、相沢夢、まりやまい、今岡杏、矢田涼子
- 8人の眠り姫たち 後編 （9月5日、アイエナジー）…共演:川浜なつみ、矢田あき、樹若菜、相沢夢、まりやまい、今岡杏、矢田涼子
- 美少女緊縛スペルマ拷問 2 （9月6日、アロマ企画）
- ザ レズファイト3 （9月19日、SODクリエイト）…共演:杏野るり、星野桃、青山遥
- みんな大好き! 妹系 （10月25日、日本メディアサプライ）…オムニバス作品 他出演:萩原さやか
- NO.1聖◆双葉このみ VOL.5 （12月4日、アイエナジー）
- エロ痴女姉さんの妹オマ◎コ調教!! VOL.6 （12月6日、バーチャルウエーブ）…共演:結城マリア

2004年
- 女子校生アナルフレンズ （1月1日、MOODYZ）…共演:乙川サラ
- 少年A 第3章 （2月19日、ヒビノ）…共演:杏野るり
- 美少女排泄倶楽部 （3月4日、SODクリエイト）…共演:はらだはるな、江津かなみ、上原華、千堂まこと
- NO.1美女軍団 ミニスカ 輪姦る大捜査線 （4月3日、アイエナジー）…共演:平井まりあ、岡野美憂、はらだはるな

総集編
2002年
- ギャルズ◆パラダイス （5月31日、メディアステーション）…他出演:雪野あいか、栗田美沙、高野まりえ、酒井里美、相沢一愛、仲本みなみ、南えり、氷咲沙弥、早乙女ぷりん、平山麻里香
- パジャマのままシテ パーティーDX（6月21日、オブティン・フューチャー）…他出演:秋本優奈、 清水しずか、水谷麻子
- 5人娘 超-股間のアングル4（7月1日、ワンズファクトリー）…他出演:うさみ恭香、清水しずか、相川瞳、藤谷麗
- 24人のカリスマアイドル 2 （12月13日、ケイ・エム・プロデュース）…他出演:朝河蘭、萩原さやか、水谷麻子、川村はるか、倉本安奈、広瀬奈央美、岬じゅん、樹若菜、澤宮有希、黒川小夏、井川しのぶ、氷咲沙弥、一色志乃、岡野美憂、田畑百子、辻井みう、速水恋、楠木さやか、七海りあ、安西なるみ、水緒、中里優奈、中山ひなの

2003年
- ベイビーフェイスをやっつけろ!! DVD edition 1 （7月15日、KUKI）…他出演:新堂真美、岡野美憂、市川ひろみ、小泉ゆり、川村遥、椎名るい、水樹ゆり、梅宮しずか、桜井あかり
- まるごと・ぜ～んぶ女子校生4時間 （9月26日、メディアステーション）…他出演:平井まりあ、萩原さやか、小野茜、桜井沙也加、小泉ゆり、内藤花苗、白鳥ゆうか、水野あい、望月るあ、黒木あみ、春野さくら

2004年
- 月刊桃尻（10月20日、ネクストイレブン）…他出演:七海りあ、新堂真美、本田レイコ、観月あずさ、坂上江梨子、保坂優、高倉朱々

他多数出演